# Japanse kampioenschappen schaatsen afstanden 2019 - 1500 meter mannen
De 1500 meter mannen op de Japanse kampioenschappen schaatsen afstanden 2019 werd gereden op zondag 28 oktober 2018 in het ijsstadion M-Wave in Nagano.

## Statistieken
| #      | Schaatser           | Tijd          |
| ------ | ------------------- | ------------- |
| Goud   | Seitaro Ichinohe    | 1.46,00 PR/KR |
| Zilver | Takuro Oda          | 1.46,15       |
| Brons  | Masaya Yamada       | 1.46,24 PR    |
| 4      | Shane Williamson    | 1.47,08       |
| 5      | Tarou Kondo         | 1.47,21       |
| 6      | Junya Miwa          | 1.47,82       |
| 7      | Shota Nakamura      | 1.48,59       |
| 8      | Ryuu Kosaka         | 1.48,69       |
| 9      | Yuuto Fujino        | 1.48,73       |
| 10     | Mamoru Takada       | 1.48,73       |
| 11     | Riki Hayashi        | 1.48,86       |
| 12     | Ryouta Kojima       | 1.49,29 PR    |
| 13     | Shunsuke Nakamura   | 1.49,35       |
| 14     | Hayato Nakamura     | 1.49,53       |
| 15     | Takuma Iso          | 1.49,73 PR    |
| 16     | Tomoya Watanabe     | 1.49,76       |
| 17     | Taiyou Nonomura     | 1.49,85 PR    |
| 18     | Masayuki Ishikawa   | 1.49,96       |
| 19     | Yuuga Obara         | 1.50,05       |
| 20     | Taishi Yamamoto     | 1.50,08       |
| 21     | Takamasa Ikeda      | 1.50,20       |
| 22     | Tsubasa Hasegawa    | 1.50,39       |
| 23     | Yuuta Matsui        | 1.50,51       |
| 24     | Tsukasa Oowada      | 1.51,12 PR    |
| 25     | Ryo Yamaguchi       | 1.51,72       |
| 26     | Shintaro Mouri      | 1.51,83 PR    |
| 27     | Shuu Sato           | 1.52,41       |
| 28     | Daichi Horikawa     | 1.52,96       |
| 29     | Kouki Kubo          | 1.53,09       |
| 30     | Katsuhiro Kuratsubo | 1.53,79 PR    |
| 31     | Issei Matsumoto     | 1.56,01 PR    |
|        | Riku Tsuchiya       | WDR           |

| Rit       | Baan   | Schaatser           | Tijd (rang)  |
| --------- | ------ | ------------------- | ------------ |
| B-divisie |        |                     |              |
| 1         | Binnen | Tsukasa Oowada      | 1.51,12 (24) |
| 1         | Buiten | Masaya Yamada       | 1.46,24 (3)  |
| 2         | Binnen | Kouki Kubo          | 1.53,09 (29) |
| 2         | Buiten | Tsubasa Hasegawa    | 1.50,39 (22) |
| 3         | Binnen | Katsuhiro Kuratsubo | 1.53,79 (30) |
| 3         | Buiten | Issei Matsumoto     | 1.56,01 (31) |
| 4         | Binnen | Shintaro Mouri      | 1.51,83 (26) |
| 4         | Buiten | Shuu Sato           | 1.52,41 (27) |
| A-divisie |        |                     |              |
| 5         | Binnen | Daichi Horikawa     | 1.52,96 (28) |
| 5         | Buiten |                     |              |
| 6         | Binnen | Taiyou Nonomura     | 1.49,85 (17) |
| 6         | Buiten | Ryo Yamaguchi       | 1.51,72 (25) |
| 7         | Binnen | Mamoru Takada       | 1.48,84 (10) |
| 7         | Buiten | Taishi Yamamoto     | 1.50,08 (20) |
| 8         | Binnen | Takuma Iso          | 1.49,73 (15) |
| 8         | Buiten | Ryouta Kojima       | 1.49,29 (12) |
| 9         | Binnen | Seitaro Ichinohe    | 1.46,00 (1)  |
| 9         | Buiten | Yuuta Matsui        | 1.50,51 (23) |
| 10        | Binnen | Hayato Nakamura     | 1.49,53 (14) |
| 10        | Buiten | Masayuki Ishikawa   | 1.49,96 (18) |
| 11        | Binnen | Ryuu Kosaka         | 1.48,69 (8)  |
| 11        | Buiten | Takamasa Ikeda      | 1.50,20 (21) |
| 12        | Binnen | Yuuga Obara         | 1.50,05 (19) |
| 12        | Buiten | Riki Hayashi        | 1.48,86 (11) |
| 13        | Binnen | Tomoya Watanabe     | 1.49,76 (16) |
| 13        | Buiten | Yuuto Fujino        | 1.48,73 (9)  |
| 14        | Binnen | Junya Miwa          | 1.47,82 (6)  |
| 14        | Buiten | Shunsuke Nakamura   | 1.49,35 (13) |
| 15        | Binnen | Tarou Kondo         | 1.47,21 (5)  |
| 15        | Buiten | Shota Nakamura      | 1.48,59 (7)  |
| 16        | Binnen | Takuro Oda          | 1.46,15 (2)  |
| 16        | Buiten | Shane Williamson    | 1.47,08 (4)  |

## Wereldbekerkwalificatie
De volgende rijders hebben zich gekwalificeerd voor de wereldbekers:
| #      | Schaatser        | 1. Obihiro | 2. Tomakomai | 3. Tomaszów Mazowiecki | 4. Heerenveen |
| ------ | ---------------- | ---------- | ------------ | ---------------------- | ------------- |
| 1      | Seitaro Ichinohe | X          | X            | X                      | X             |
| 2      | Takuro Oda       | X          | X            | X                      | X             |
| 3      | Masaya Yamada    | X          | X            | X                      | X             |
| 4      | Shane Williamson | X          | X            | X                      | X             |
| 5      | Tarou Kondo      | X          | X            |                        |               |
| Totaal | Totaal           | 5          | 5            | 4                      | 4             |

## IJs- en klimaatcondities
|                  |         | Start   | Eind |
| ---------------- | ------- | ------- | ---- |
| Tijd             | 09:59   | 12:07   |      |
| Paar             | 1       | 16      |      |
| Luchttemperatuur | 14,8°C  | 14,5°C  |      |
| IJstemperatuur   | -3,8°C  | -4,0°C  |      |
| Luchtvochtigheid | 64%     | 59%     |      |
| Luchtdruk        | 971 hPa | 970 hPa |      |